# Pieve di Dervio
La pieve di Dervio o pieve dei Santi Pietro e Paolo di Dervio (in latino: Plebis Derviensis o Plebis Sanctorum Petri et Pauli Derviensis) era il nome di un'antica pieve dell'arcidiocesi di Milano e del Ducato di Milano con capoluogo Dervio. 
I patroni erano i santi Pietro e Paolo a cui è ancora oggi dedicata la chiesa prepositurale di Dervio.

## Storia
Agli albori della sua storia come pieve, quella di Dervio viene indicata come "pieve di San Pietro" già alla fine del XIII secolo, secondo quanto attestatoci da Goffredo da Bussero, autore del "Liber notitiae sanctorum Mediolani" che già ci attesta il culto in questa pieve di San Tommaso di Canterbury a cui è dedicata la chiesa di Corenno. La particolare dedicazione originaria della pieve lascerebbe supporre un'origine successiva al VI secolo. Non si esclude che in origine la sede plebana potesse essere localizzata presso la Chiesa derviese dei Santi Quirico e Giulitta.
Col Rinascimento la pieve assunse anche una funzione amministrativa civile come ripartizione locale della Provincia del Ducato di Milano, al fine di ripartire i carichi fiscali e provvedere all'amministrazione della giustizia. I villaggi d’altura erano  riuniti in una speciale comunanza, il Monte d'Introzzo, che tuttavia col passare del tempo perse tutta la sua autorità.
Notizie circa il collegio canonicale ci pervengono dal XIV secolo quando questo era composto da cinque canonici e dal prevosto, numero che rimase invariato anche alla visita dell'arcivescovo Gabriele Sforza nel luglio del 1455. Fu dal XV secolo, infine, che la pieve assunse il nome duplice dei Santi Pietro e Paolo e tale nome prese anche la chiesa prepositurale che nel 1564 comprendeva diverse rettorie e dipendenze, oltre a cinque chiese curate. Fu solo dopo il Concilio di Trento che Dervio divenne sede anche di un vicariato, coincidente con l'ambito territoriale della pieve, situazione che rimase immutata anche nelle visite pastorali dei secoli successivi. Dal punto di vista civile, la pieve amministrativa fu oggetto di un esperimento riformatore di stampo illuminista da parte dell'Imperatore Giuseppe II, che nel 1786 la incluse nella Provincia di Como, provvedimento però cancellato dopo soli cinque anni dal fratello Leopoldo II, imperatore ben più conservatore. La pieve fu poi soppressa nel 1797 in seguito all'invasione di Napoleone e alla conseguente introduzione di un nuovo ma effimero distretto con Bellano.
La pieve ecclesiastica ha invece terminato la propria esistenza dopo che i decreti del cardinal Colombo nel 1972 ne hanno soppresso le funzioni assieme a tutte le pievi milanesi. A quel tempo aveva 5 parrocchie su un'area di 40 km² e una popolazione di 4.369 abitanti, mentre oggi ricade sotto il decanato dell'Alto Lario.

## Territorio
Nella seconda metà del XVIII secolo, il territorio della pieve era così suddiviso:
| Pieve civile                                            | Pieve ecclesiastica                               |
| Comune di Dervio                                        | Parrocchia prepositurale dei Santi Pietro e Paolo |
| Comune di Corenno                                       | Parrocchia di San Tommaso di Canterbury           |
| Comune di Dorio                                         | Parrocchia di San Giorgio martire                 |
| Comune di Sueglio Comune di Introzzo Comune di Vestreno | Parrocchia di San Martino                         |
| Comune di Tremenico                                     | Parrocchia di Sant'Agata                          |